# Lac Chatuge
Le lac Chatuge est un lac artificiel des États-Unis situé dans les États de la Géorgie et de la Caroline du Nord. Il s'est constitué en 1942 à la suite de la construction du barrage de Chatuge (en).

## Source de la traduction
- (en) Cet article est partiellement ou en totalité issu de l’article de Wikipédia en anglais intitulé « Chatuge Lake » (voir la liste des auteurs).